# Laurent Crost
Laurent Crost (5 de mayo de 1970) es un deportista francés que compitió en judo. Ganó una medalla de oro en el Campeonato Europeo de Judo de 1994 en la categoría abierta.

## Palmarés internacional
| Campeonato Europeo | Campeonato Europeo | Campeonato Europeo | Campeonato Europeo |
| Año                | Lugar              | Medalla            | Categoría          |
| ------------------ | ------------------ | ------------------ | ------------------ |
| 1994               | Gdańsk (Polonia)   | Medalla de oro     | Abierta            |